# 田井千里
田井 千里（たい せんり）は、日本のドラマー、パーカッショニスト、作曲家、アレンジャー、選曲、音楽エディター。

## 作品

### テレビドラマ
- 『ワカコ酒』（2015年）- パーカッション[1]
- 『ワカコ酒Season2』（2016年）- パーカッション[2]
- 『男の操』（2017年）- ドラム、パーカッション
- 『ワカコ酒Season3』（2017年）- パーカッション[3]
- 『最後の晩ごはん』（2018年）- パーカッション
- 『居酒屋ぼったくり』（2018年）- パーカッション[4]
- 『江戸前の旬』（2018年）- パーカッション[5]
- 『江戸前の旬season2』（2019年）- パーカッション、選曲、音楽エディター
- 『ワカコ酒Season4』（2019年）- パーカッション[6]
- 『夫のちんぽが入らない』（2019年）- パーカッション
- 『のの湯』（2019年）- 選曲[7]
- 『恋するための8つの法則』（2019年）- 選曲
- 『福岡恋愛白書14天神ラブソング』（2019年）-音楽指導 [8]
- 『決してマネしないでください。』（2019年）- パーカッション
- 『異世界居酒屋「のぶ」』（2020年）- 音楽エディター
- 『今夜はコの字で』（2020年）- 音楽[9]
- 『ワカコ酒Season5』（2020年）- パーカッション[10]
- 『鈍色の箱の中で』（2020年）- 音楽エディター
- 『ワカコ酒年末スペシャル「飛騨酒蔵めぐり」』（2020年）- パーカッション
- 『女ともだち』（2020年）- 音楽エディット[11]
- 『ミニドラマ「ざんねんないきもの事典」』（2020年）- 音楽エディター
- 『そのご縁、お届けします-メルカリであったほんとの話-』（2020年）- パーカッション[12]
- 『京阪沿線物語〜古民家民泊きずな屋へようこそ』（2021年）- ドラム＆パーカッション [13]
- 『ただ離婚してないだけ』（2021年）- 音楽エディター[14]
- 『ごほうびごはん』（2021年）- 音楽[15]
- 『部長と社畜の恋はもどかしい』（2022年）- 音楽[16]
- 『かんばん猫』（2022年） - 選曲・エンジニア[17]
- 『いぶり暮らし』（2022年）- 音楽[18]
- 『家電侍』（2022年）- 音楽
- 『星新一の不思議な不思議な短編ドラマ「善良な市民同盟 前・後編」』（2022年）- 音楽エディター
- 『今夜はコの字で Season2』（2022年）- 音楽、音楽エディター
- 『異世界居酒屋「のぶ」Season2』（2022年）- 音楽エディター
- 『ザ・タクシー飯店』（2022年）- 音楽[19]
- 『ちょい釣りダンディ』（2022年）- 音楽[20]
- 『雪女と蟹を食う』（2022年）- 音楽 [21]
- 『大川と小川の時短捜査』（2022年）- 音楽
- 『最果てから、徒歩5分』（2022年）- 音楽[22]
- 『婚活食堂』（2023年） - 音楽[23]
- 『週末旅の極意〜夫婦ってそんな簡単じゃないもの〜』（2023年） - 音楽[24]
- 『湯遊ワンダーランド』（2023年） - 音楽[25]
- 『異世界居酒屋「のぶ」Season3』（2023年）- 音楽エディター
- 『推しを召し上がれ〜広報ガールのまろやかな日々〜』（2024年） - 音楽[26]
- 『ハコビヤ』（2024年） - 音楽[27]
- 『蜜と毒』（2024年） - 音楽
- 『買われた男』（2024年）- 音楽
- 『君が獣になる前に』（2024年） - 音楽[28]
- 『週末旅の極意2〜家族って近くにいて遠いもの〜（2025年） - 音楽
- 『キスでふさいで、バレないで。』（2025年） - 音楽

### アニメ
- オーディオドラマ『BULLBUSTER』（2022年）- 音楽
- 『RWBY 氷雪帝国』（2022年）- 音楽[29]
- 『アリス・ギア・アイギス Expansion』（2023年）- 音楽[29]

### 映画
- 『火花』（2017年）- 「太鼓の若者」役、パーカッション
- 『心に吹く風』（2017年）- ボーカル
- 『セブンティーン、北杜 夏』（2017年）- パーカッション[30]
- 『チェリーボーイズ』（2018年）- 楽曲提供
- 『ルームロンダリング』（2018年）- 歌唱指導、Recエンジニア
- 『アンダー・ユア・ベッド』（2019年）- 音楽エディター
- ''Godzilla: King of the Monsters''（2019年）- Kakegoe Performers[31]
- 『がんばれいわ!!ロボコン ウララ〜!恋する汁なしタンタンメン!!の巻』（2020年）- 音楽エディター
- 『劇場』（2020年）- 音楽エディター
- 『麻希のいる世界』（2022年）- 音楽指導、ドラム、ベース
- 『ぜんぶ、ボクのせい』（2022年）- 音楽エディター
- 『グッバイ・クルエル・ワールド』（2022年）- ドラム
- 『ひみつのなっちゃん。』（2023年）- 音楽[32]
- 『Winny』（2023年）- 音楽[33]
- 『うつぶせのまま踊りたい』（2023年）- 音楽[34]
- 『遊撃 / 映画監督 中島貞夫』（2023年）- 音楽[35]
- 『ロストサマー』(2023) - 音楽[36]
- 『勝手に流れた星だから』(2023) - 音楽[37]

### MV
- 焚吐『クライマックス』- ドラム
- REBECCA『恋に堕ちたら』- 演奏指導
- 焚吐『量産型ティーン』- ドラム

### サポートアーティスト
- 焚吐 - ドラム
- 春猿火 - ドラム
- 成底ゆう子 - パーカッション
- みやかわくん - ドラム
- かかし - ドラム
- B・O・K - ドラム
- 石川さゆり - 和太鼓
- OMM - ドラム
- イノミサコ - ドラム

### その他
- 舞台『火花-Ghost of the Novelist-』- 楽器演奏指導
- 音楽番組『第69回NHK紅白歌合戦』- 石川さゆりサポート